# Oligacanthorhynchus compressus
Espèce
Synonymes
- Echinorhynchus compressus Rudolphi, 1802 - protonyme
- Gigantorhynchus compressus (Rudolphi, 1802)
- Echinorhynchus cornicis Rudolphi, 1819
- Echinorhynchus macracanthus de Marval, 1902

Oligacanthorhynchus compressus est une espèce d'acanthocéphales de la famille des Oligacanthorhynchidae. C'est un parasite digestif de corvidés d'Europe.